# 季節外れのときめき♡サマー
『季節外れのときめき♡サマー』（きせつはずれのときめきサマー）は、ときめき♡宣伝部の2枚目のインディーズシングルである。2015年12月2日にSDRから発売された。

## 概要
- 本作のリリース月が12月と冬の時期であるが、表題曲「季節外れのときめき♡サマー」は夏をテーマにした楽曲となっている。
- CDリリース前の2015年10月25日に「季節外れのときめき♡サマー」のMVが公開された[2]。
- 期間限定生産　どきどき盤（CD+DVD）、ぴょんぴょん盤（CD）、どんどん盤（CD）、ときくり盤（CD）の4形態で発売された。
- 期間限定生産　どきどき盤には、 ときめき♡宣伝部の肝試しの様子を収めた「季節外れのときめき♡肝試し」、ダンスプラクティス動画の「季節外れのときめき♡サマーを踊ってみた。」が収録されているDVDが付属している。
- 発売日の2015年12月2日には東京・アーバンドック ららぽーと豊洲にてリリースイベントと「カンパイ会」が開かれた[3]。
- メジャーデビューシングル『ガンバ!!』の発売日である2016年11月9日に各種配信サイトにて配信シングル『季節外れのときめき♡サマー ぴょんぴょん盤』（1.季節外れのときめき♡サマー、2.ぴょんぴょん）[4]、『季節外れのときめき♡サマー どんどん盤』（1.季節外れのときめき♡サマー、2.ドンウォーリー!）[5]、『季節外れのときめき♡サマー ときくり盤』（1.季節外れのときめき♡サマー、2.サンタさんが・・・・・やってこない!）[6]の配信が開始された[7]。

## 収録曲
（ときめき♡宣伝部：辻野かなみ、小泉遥香、坂井仁香、吉川ひより、永坂真心）
- 期間限定生産 どきどき盤（CD+DVD、ZXRC-1046）
  - CD
    - 季節外れのときめき♡サマー（作詞・作曲・編曲：浅利進吾）

  - DVD
    - 季節外れのときめき♡肝試し
    - 季節外れのときめき♡サマーを踊ってみた。
- ぴょんぴょん盤（CD、ZXRC-1047）
  - CD
    - 季節外れのときめき♡サマー
    - ぴょんぴょん（作詞・作曲・編曲：浅利進吾）
      - 坂井仁香は「私たちがいつもぴょんぴょん飛び跳ねてることから付けられたタイトルで。最初は『跳べぴょんぴょん丸』っていう曲名だったんですよ。」と振り返った[8]。
      - ときめき♡リクエストアワード 第3位（2017年11月発表）[9]
- どんどん盤（CD、ZXRC-1048）
  - CD
    - 季節外れのときめき♡サマー
    - ドンウォーリー!（作詞・作曲・編曲：磯崎健史）
- ときくり盤（CD、ZXRC-1049）
  - CD
    - 季節外れのときめき♡サマー
    - サンタさんが・・・・・やってこない!（作詞・作曲・編曲：浅利進吾）
      - クリスマスライブ「ときクリ」で披露されるクリスマスソング